# Karstädt (Brandenburgia)
Karstädt – gmina w Niemczech w kraju związkowym Brandenburgia, w powiecie Prignitz.

## Współpraca
Miejscowość partnerska:
- Rommerskirchen, Nadrenia Północna-Westfalia